# Katie Corrigan
Pour les articles homonymes, voir Corrigan.
Pas d'image ? Cliquez ici

a Compétitions nationales et continentales officielles uniquement.

b Matchs officiels uniquement.
Dernière mise à jour le 8 août 2025.
Katie Corrigan, née le 22 août 2005, est une joueuse internationale irlandaise de rugby à XV qui évolue au poste d'ailier. Elle joue au Old Belvedere RFC ainsi qu'avec la franchise fédérale des Wolfhounds.

## Biographie
Née le 22 août 2005, Katie Corrigan commence la pratique du rugby à XV à l'âge de onze ans au Tullow RFC (en). Elle y effectue ses classes avec Dannah O'Brien. Elle est sélectionnée avec les équipes de jeunes du Leinster.
Pour son passage en sénior en 2023, elle rejoint le Old Belvedere RFC qui évolue en première division. En décembre, elle est sélectionnée pour jouer la deuxième édition du Celtic Challenge avec l'équipe des Wolfhounds qui remporte la compétition,. Elle s'illustre notamment avec un triplé contre le Gwalia Lightning, un quadruplé face au Brython Thunder, et un nouveau triplé contre les Clovers pour un total de douze essais sur l'ensemble de la compétition,.
Katie Corrigan devient internationale avec l'équipe d'Irlande lors du Tournoi des Six Nations 2024, en étant titularisée contre la France au Mans. Lors de la deuxième journée, face à l'Italie, elle inscrit son premier essai international. Durant l'été, elle remporte le Championnat inter-provinces irlandaises avec le Leinster,.
Blessée, elle rate le WXV 2024 mais elle est à nouveau sélectionnée avec les Wolfhounds, qui conservent leur titre en Celtic Challenge,. Elle fait partie du groupe sélectionné pour le Six Nations mais ne figure sur aucune feuille de match.
Non sélectionnée pour la Coupe du monde, elle joue le championnat inter-provinces 2025 avec le Leinster.

## Palmarès
- Vainqueur du Celtic Challenge en 2024 et 2025.
- Vainqueur du Championnat inter-provinces irlandaises en 2024.